# Калимантан
Калимантан је део острва Борнео који припада Индонезији. Чини 73% површине острва. На њему се налазе индонежанске провинције Источни Калимантан, Западни Калимантан, Северни Калимантан, Јужни Калимантан и Централни Калимантан.